# Antoine Laubin
Antoine Laubin, né en 1980, est un metteur en scène de théâtre et rédacteur belge.
Il vit et travaille principalement à Bruxelles où il anime la compagnie De Facto (à l'intérieur de laquelle il collabore avec l'auteur et dramaturge Thomas Depryck).

## Biographie

### Mises en scène

#### Les Langues paternelles
Son spectacle Les Langues paternelles, adapté du roman de David Serge (pseudonyme du journaliste Daniel Schneidermann) remporte en 2010 le prix « Meilleure découverte » aux Prix de la critique Théâtre-Danse (Belgique francophone) et le coup de cœur « Club de la presse » au Festival Off d'Avignon.

#### Dehors
Dehors (2012), spectacle construit sur base des travaux théoriques de l'anthropologue Patrick Declerck, consacré au rapport de l'individu contemporain à la grande misère à travers la figure du clochard, est montré dans plusieurs festivals internationaux (Festival Impatience au Théâtre du Rond-Point à Paris, Festival Fast Forward à Brunswick dont il remporte la compétition, Festival Premières au Maillon à Strasbourg, Festival Sens Interdit à Lyon).

#### L.E.A.R.
L.E.A.R., co-écrit avec Thomas Depryck, est créé dans les quatre Centres dramatiques de la Fédération Wallonie-Bruxelles et nommé en 2013 aux Prix de la critique Théâtre-Danse dans la catégorie « Meilleur spectacle ».

#### Démons me turlupinant, Le Réserviste, Szenarien
Durant la saison 2014-2015, il crée trois nouveaux spectacles : « Démons me turlupinant» d'après le roman de Patrick Declerck, « Le Réserviste », texte de Thomas Depryck (repris au Théâtre des Doms pour le Festival Off d'Avignon 2015) et « Szenarien », production trilingue créée au Staatstheater de Brunswick d’après le texte de Jean-Marie Piemme.
En juillet 2015, Le Réserviste est programmé au Théâtre des Doms dans le cadre du Festival OFF d’Avignon
En octobre 2015, Démons me turlupinant reçoit le Prix de la Meilleure scénographie aux Prix de la critique, attribuée à Stéphane Arcas.

#### Heimaten
En mars 2016 est lancé le projet de recherche « Heimaten», qui réunit, dans une série de petites formes successives, des acteurs de la compagnie et des acteurs dont la langue maternelle n’est pas le français, autour des auteurs Jean-Marie Piemme, Thomas Depryck et Axel Cornil. La première de ces petites formes est créée au Festival XS 2016 et repris trois mois plus tard au Festival d’Avignon. La deuxième est programmée en novembre 2017 au Festival Quatre Chemins de Port-au-Prince (Haïti).

#### Il ne dansera qu’avec elle
Réunissant au plateau six femmes et six hommes, le spectacle Il ne dansera qu’avec elle est créé en ouverture de saison 16-17 au Théâtre Varia, puis repris au Théâtre de Liège.

#### 1000repliques.net
Répondant à une commande d’hommage à Jean-Marie Piemme du Théâtre Varia, Antoine Laubin conçoit et coordonne le projet 1000repliques.net, un site internet compilant des extraits vidéos originaux sur base du texte inédit « Mille répliques ».

#### Crâne
Adaptation du roman du même nom de Patrick Declerck (Gallimard, 2016) mise en scène créée au Théâtre Varia en février 2019, et reprise au Théâtre des Doms au Festival Off d'Avignon 2019,.

#### Le roman d'Antoine Doinel
Le roman d’Antoine Doinel est une adaptation pour la scène des cinq films que François Truffaut a réalisés entre 1959 et 1978 – Les 400 coups, Antoine et Colette, Baisers volés, Domicile conjugal et L’amour en fuite – qui racontent les aventures d’Antoine Doinel, à cinq âges de la vie et à travers plusieurs époques.
Ses spectacles ont été créés au Centre Culturel Jacques Franck (Bruxelles), au Théâtre de Namur (Centre dramatique), au Théâtre Varia (Bruxelles, Centre scénique), au Théâtre de Liège (Centre scénique), au Manège.Mons (Centre scénique), au Rideau de Bruxelles, au Théâtre de la Vie (Bruxelles), au Staatstheater de Brunswick (Allemagne).
De 2008 à 2013, Antoine Laubin a développé trois résidences distinctes à L'L (Lieu de recherche et d'accompagnement pour la jeune création, Bruxelles).

### Rédaction
Depuis 2007, Antoine Laubin publie des articles traitant du théâtre contemporain dans diverses revues spécialisées, dont principalement Scènes, de 2007 à 2012, le blog Bela en 2010 et 2011 (Bibliothèque en Ligne des Auteurs) et Alternatives théâtrales dont il est membre du comité de rédaction depuis 2008. En 2015, il est nommé co-directeur de publication d'Alternatives théâtrales.
Ses textes et entretiens ont été consacrés, entre autres, aux œuvres de Jean-Marie Piemme, Ivo van Hove, Armel Roussel,,, Christophe Honoré, Vincent Macaigne, Claude Schmitz
En tant qu’éditeur, il publie, aux éditions Alternatives théâtrales, le premier volume de la nouvelle collection Alth, Accents toniques. Journal de théâtre (1973-2017 de Jean-Marie Piemme.
Il a coordonné les numéros 128 et 131 d’Alternatives théâtrales.

### Pédagogie
Depuis 2012, Antoine Laubin intervient comme conférencier en art dramatique et en dramaturgie au sein de l'école Arts² (anciennement Conservatoire royal de Mons), dans les classes de Frédéric Dussenne et Bernard Cogniaux. Ses projets pédagogiques ont été construits autour des œuvres de Rainer Werner Fassbinder, Jean-Marie Piemme, Dominique A, François Truffaut et Virginie Despentes

### Politique culturelle
Antoine Laubin prend une part active dans la réflexion sur l'évolution des politiques culturelles en Fédération Wallonie-Bruxelles. En 2012 et 2013, il fait partie des huit membres fondateurs du groupe de travail Conseildead, constitué à la suite des coupes budgétaires envisagées par la Ministre Fadila Laanan dans les budgets d'aide à la création.
De 2014 à 2018, il est membre du Conseil d'Administration de la C.C.T.A. (Chambre des Compagnies Théâtrales du Théâtre pour Adultes).